# Verdal
Verdal è un comune norvegese della contea di Trøndelag.